# Mohd Hanif Hamir
Muhammad Hanif bin Hamir (Bandar Seri Begawan, 22 febbraio 1997) è un calciatore bruneiano, difensore del DPMM FC, squadra che milita nel campionato singaporiano.

## Carriera

### Nazionale
Ha esordito con la nazionale del Brunei nel 2015, anno in cui ha giocato 3 partite.